# 石鳥谷車站
石鳥谷車站（日语：／ Ishidoriya eki */?）是一由東日本旅客鐵道（JR東日本）所經營的鐵路車站，位於日本岩手縣花卷市石鳥谷町大字好地。石鳥谷是JR東日本東北本線沿線的一個車站，管轄上位於JR東日本盛岡支社的範圍之內，是個由花卷車站管理，並委由JR東日本子公司Jaster（ジャスター）所經營的業務委託車站，設有綠窗口（みどりの窓口）。

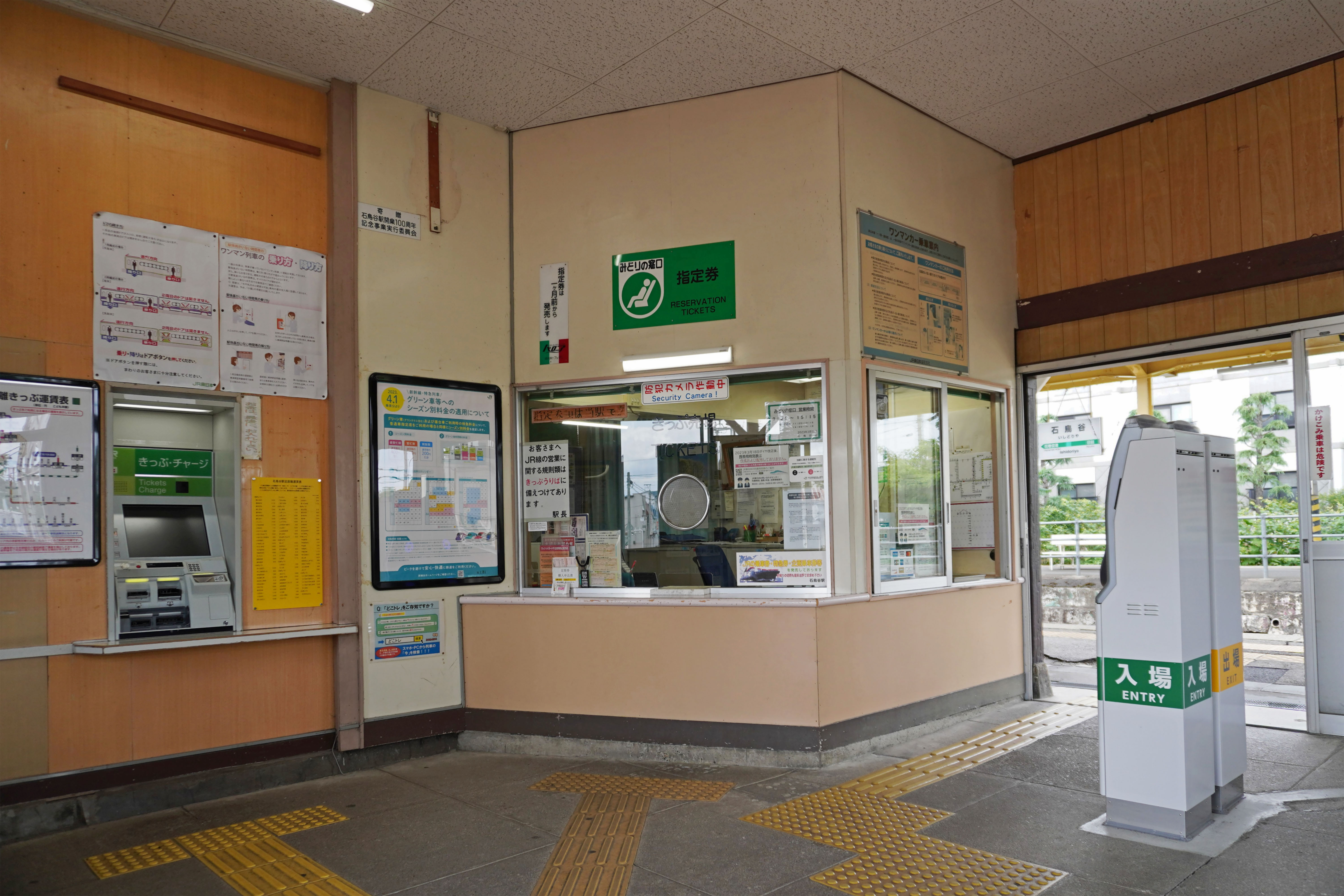
檢票口（2023年6月）

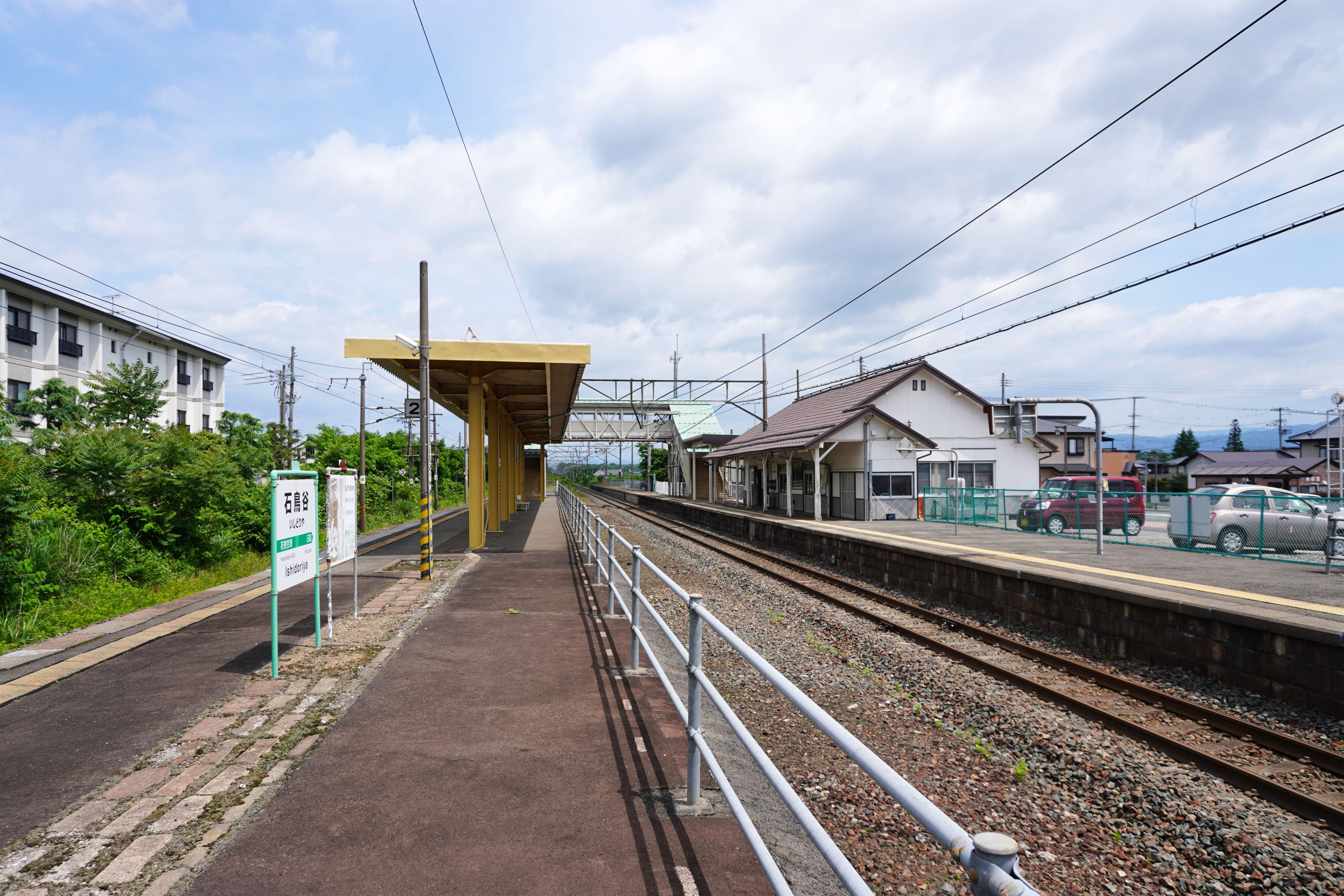
月台（2023年6月）

## 車站結構
側式月台2面2線的地面車站。各月台以跨線天橋連接。

### 月台配置
| 月台 | 路線      | 方向 | 目的地           |
| ---- | --------- | ---- | ---------------- |
| 1    | ■東北本線 | 上行 | 北上、一之關方向 |
| 2    | ■東北本線 | 下行 | 日詰、盛岡方向   |

## 相鄰車站
東日本旅客鐵道
■東北本線
□快速「濱百合」「阿弖流為」
通過
■普通
花卷機場－石鳥谷－日詰

## 外部連結
- （日語）石鳥谷車站（JR東日本） （页面存档备份，存于）